# Фокусники
«Фокусники» — комедія про перипетії двох талановитих фокусників.

## Зміст
Парочка фокусників, яка виступала спільно, не змогла перемогти на конкурсі і поступилася першим місцем іншому конкурсанту. Цей випадок змусив їх стати завзятими конкурентами. Та минули роки і тепер вони розуміють, що їм слід знову об'єднатися. Як складеться все цього разу?